# Pandrosos

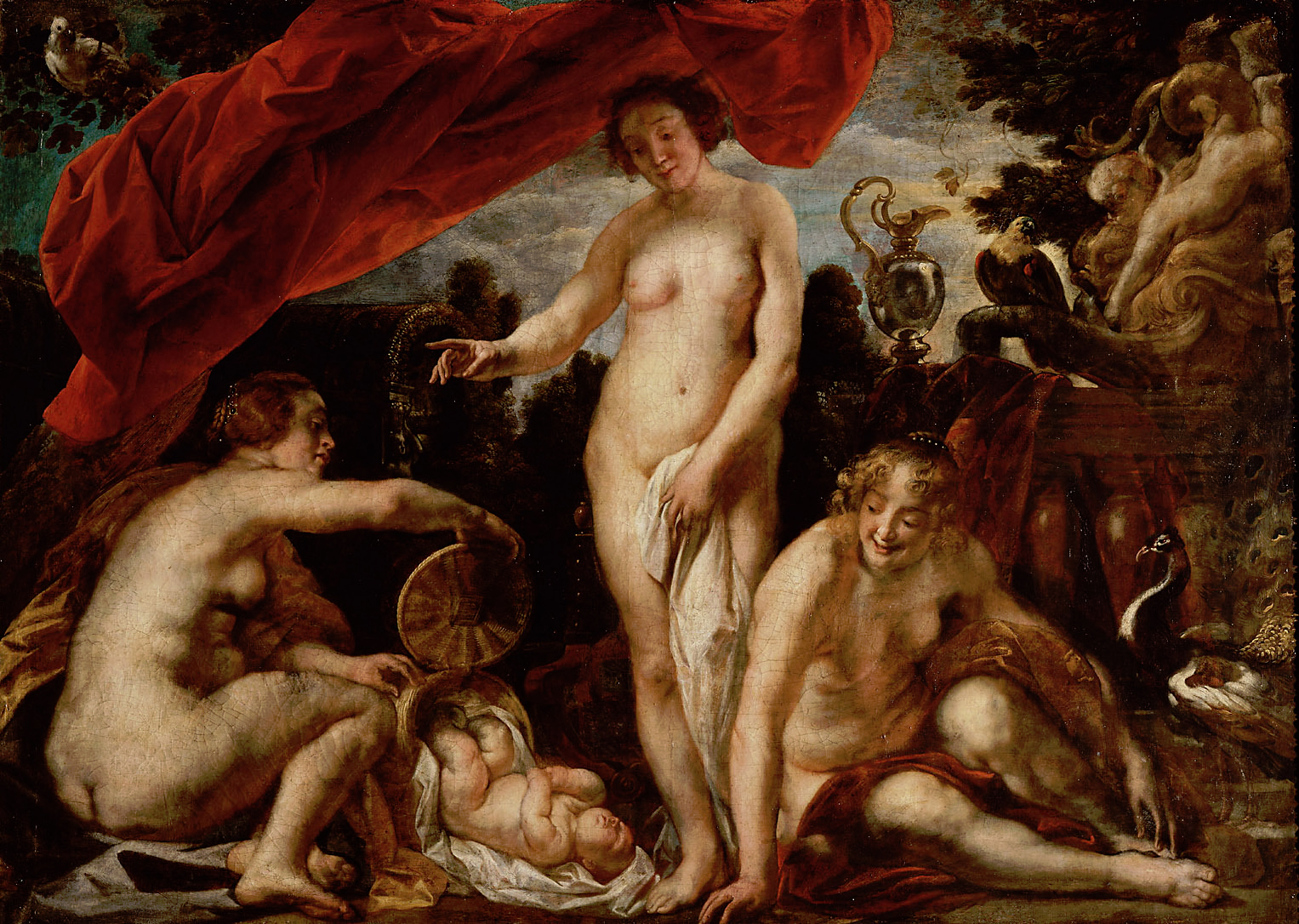
Die Töchter des Kekrops finden den kleinen Erichthonios (Jacob Jordaens, Kunsthistorisches Museum Wien)

Pandrosos (altgriechisch Πάνδροσος Pándrosos) ist in der griechischen Mythologie die Tochter des Kekrops I. und der Aglauros, Schwester des Erysichthon, der Herse und der Aglauros.
Nach der Bibliotheke des Apollodor gab Athene den in einer Kiste versteckten Erichthonios in die Obhut der Pandrosos mit der Auflage, die Kiste nicht zu öffnen. Ihre Schwestern jedoch konnten nicht widerstehen und übertraten das Verbot. Als sie die Kiste öffneten, lag darin das Kind mit einer Schlange auf der Brust. Die Schlange tötete nun entweder die Geschwister direkt oder sie wurden von der Schlange, anderen Erzählungen zufolge von Athene, in den Wahnsinn getrieben und stürzten sich von der Akropolis in Athen. Nach Ovid traf Pandrosos Mitschuld, weil sie von Aglauros aufgefordert selbst einen Blick in die Lade warf. Euripides unterscheidet nicht den Grad des Vergehens oder der Beteiligung zwischen den Schwestern.
Ihre Funktion war die einer Taugöttin (δρόσος drósos, deutsch ‚Tau‘), sie war also Fruchtbarkeitsgöttin und mit dem agrarischen Bereich verbunden. Sie hatte auf der Athener Akropolis neben dem Tempel der Athene Polias ein Heiligtum, das Pandroseion, das bereits in helladischer Zeit bestand und in mykenischer Zeit von Bedeutung war. Hier wurde sie zusammen mit Thallo (Θαλλώ Thallṓ, deutsch ‚die Blütenbringerin‘) verehrt.
Iulius Pollux nennt sie Mutter des Keryx, der üblicherweise von Aglauros und Hermes abstammt.